# Allstar (Sportausrüster)
Allstar ist der weltweit führende Ausrüster für den Fechtsport. Das Unternehmen wurde 1964 gegründet und hat seinen Sitz in Reutlingen. In der Weltspitze rüstet das Unternehmen nach eigenen Angaben 70 bis 80 Prozent aller Fechter aus. Zu den eigenen Entwicklungen gehörte die erste Schutzweste aus Kevlar. Das Unternehmen befindet sich in der dritten Generation im Familienbesitz.